# Atlantski gozd
Atlantski gozd (portugalsko Mata Atlântica) je južnoameriški gozd, ki se razteza vzdolž atlantske obale Brazilije od zvezne države Rio Grande do Norte na severovzhodu do zvezne države Rio Grande do Sul na jugu in v notranjost do Paragvaja in province Misiones, Argentine, kjer je regija znana kot Selva Misionera.
Atlantski gozd ima ekoregije v naslednjih kategorijah bioma: sezonski vlažni in suhi širokolistni tropski gozdovi, tropska in subtropska travišča, savana in makija ter mangrovi gozdovi. Za Atlantski gozd je značilna visoka biotska raznovrstnost in endemičnost.
To je bilo prvo okolje, s katerim so se portugalski kolonisti srečali pred več kot 500 leti, ko je veljalo, da je imelo površino 1.000.000–1.500.000 km² in se raztezalo neznano daleč v notranjost, zaradi česar je bilo takrat drugi največji deževni gozd na planetu, le za amazonskim pragozdom. Več kot 85 % prvotnega območja je bilo izkrčenega, kar grozi izumrtju številnim rastlinskim in živalskim vrstam.

## Ekologija
Območje Atlantskega gozda vključuje gozdove več različic:
- Restinga je gozdna vrsta, ki raste na stabiliziranih obalnih sipinah. Gozdovi Restinga so na splošno kratki gozdovi z zaprto krošnjo in gostoto dreves. Odprta restinga je savani podobna tvorba z razpršenimi šopi majhnih dreves in grmovnic ter obsežno plastjo zelišč, trav in šašev.[6]
- V sezonskih tropskih vlažnih gozdovih lahko pade več kot 2000 mm dežja na leto. Sem spadajo tropski vlažni: nižinski gozdovi, submontanski gozdovi in montanski gozdovi.
- Gozdovi Tabuleiro so na zelo vlažnih ilovnatih tleh, savane Tabuleiro pa na hitreje odcednih peščenih tleh. To so vlažna območja, ki so odvisna od vodne pare iz oceana.[7]
- Dlje v notranjosti so atlantski suhi gozdovi, ki tvorijo prehod med sušno Caatingo na severovzhodu in savanami Cerrado na vzhodu. Ti gozdovi so nižje rasti; bolj odprti, z veliko številčnostjo listavcev in manjšo raznolikostjo v primerjavi z vlažnimi tropskimi gozdovi. Ti gozdovi imajo med 700–1600 mm padavin letno z izrazito sušno dobo. To vključuje listopadne in sezonske pollistavce, vsak s svojo nižinsko in gorsko regijo.
- Montanski gozdovi so mokri gozdovi na višjih nadmorskih višinah v gorah in planotah južne Brazilije. imenujejo se tudi vlažni gozdovi Araucarije.
- Gozdovi Mussununga se pojavljajo v južni Bahii in severnih državah Espírito Santo. Ekosistem Mussununga sega od travišč do gozdov, povezanih s peščenimi spodosoli. Beseda Mussununga je v jezikih tupi-gvarani, kar pomeni mehak in moker bel pesek.[8]
- Grmičaste gorske savane se pojavljajo na najvišjih legah, imenovane tudi Campo rupestre.

Atlantski gozd je nenavaden, saj se kot pravi tropski deževni gozd razteza do zemljepisne širine do 28° J. To je zato, ker pasati povzročajo padavine vso južno zimo. Pravzaprav prejme severna Zona da Mata v severovzhodni Braziliji veliko več padavin med majem in avgustom kot med južnim poletjem. Geografski obseg Atlantskega gozda se razlikuje glede na avtorja ali ustanovo, ki jih je izdala. Informacije o štirih najpomembnejših mejah ter njihovi združitvi in presečišču so bile pregledane leta 2018.

## Geografija
Atlantski gozd v glavnem pokriva regije vzhodne Brazilije (92 % celotne površine), doseže pa tudi vzhodni Paragvaj (6 %) in severovzhodno Argentino (2 %).

## Zgodovina
Med ledeniškimi obdobji v pleistocenu je znano, da se je Atlantski gozd skrčil na izjemno majhna razdrobljena zatočišča v zelo zaščitenih žlebovih, ki so bila ločena z območji suhih gozdov ali polpuščav, znanih kot caatinga. Nekateri zemljevidi celo nakazujejo, da je gozd dejansko preživel v vlažnih žepih daleč stran od obale, kjer so se njegove endemične vrste deževnega gozda mešale z vrstami iz veliko hladnejšega podnebja. Za razliko od zatočišč za ekvatorialne deževne gozdove, zatočišča za atlantski gozd nikoli niso bila rezultat podrobne identifikacije.

## Biotska raznovrstnost
Kljub temu, da je ostalo samo 28 % avtohtone vegetacije, je Atlantski gozd še vedno izjemno bogat z biotsko raznovrstnostjo in endemičnimi vrstami, od katerih mnogim grozi izumrtje. Približno 40 odstotkov vaskularnih rastlin in do 60 odstotkov vretenčarjev je endemičnih vrst, kar pomeni, da jih ni nikjer drugje na svetu. Uradni seznam ogroženih vrst Brazilije vsebuje več kot 140 vrst kopenskih sesalcev, najdenih v Atlantskem gozdu. V Paragvaju je bil v zadnjih letih močno prizadet atlantski gozd. V Paragvaju je 35 vrst, ki so navedene kot ogrožene, 22 vrst pa je navedenih kot ogroženih v notranjem delu Atlantskega gozda v Argentini. Skoraj 250 vrst dvoživk, ptic in sesalcev je izumrlo zaradi človekove dejavnosti v zadnjih 400 letih. V Atlantskem gozdu velja danes za ogrožene več kot 11.000 vrst rastlin in živali. Več kot 52 % drevesnih vrst in 92 % dvoživk je endemičnih za to območje. V gozdu raste okoli 20.000 vrst rastlin, na nekaterih lokacijah pa je na samo enem hektarju skoraj 450 drevesnih vrst.
Atlantski gozd je eden najbolje raziskanih tropskih ekosistemov. Bilo je na primer zabeleženih več kot 3000 vrst dreves, 98 vrst netopirjev, 94 velikih ali srednje velikih vrst sesalcev, več kot 2000 vrst epifitov, 26 vrst primatov, 528 vrst dvoživk, 124 vrst malih sesalcev in več kot 800 vrst ptic.
V Atlantskem gozdu nenehno najdejo nove vrste. Pravzaprav je bilo med letoma 1990 in 2006 odkritih več kot tisoč novih cvetočih rastlin. Poleg tega so leta 1990 raziskovalci ponovno odkrili majhno populacijo levjega tamarina  (Leontopithecus caissara), za katerega so prej mislili, da je izumrl. Leta 2006 so v severovzhodni Braziliji v Pernambuco Endemism Center odkrili novo vrsto kapucinke (Cebus queirozi), imenovano po značilnih svetlo blond dlakah. Vrsta ogroženega triprstega lenivca, imenovanega grivasti lenivec (Bradypus torquatus) zaradi svoje dolge dlake, je endemična za Atlantski gozd. Drevesna žaba Dendropsophus branneri je tudi endemična za Atlantski gozd.

## Ohranjanje

### Človeški vpliv
Vključitev sodobnih človeških družb in njihovih potreb po gozdnih virih je močno zmanjšala velikost Atlantskega gozda, kar je povzročilo osiromašenje vrst. Skoraj 88 % prvotnega gozdnega habitata je bilo izgubljenega in nadomeščenega s človekom spremenjenimi krajinami, vključno s pašniki, obdelovalnimi površinami in urbanimi območji. To krčenje gozdov se nadaljuje z letno stopnjo 0,5 % in do 2,9 % v mestnih območjih.
Kmetijstvo: Velik del človekove rabe zemlje v Atlantskem deževnem gozdu je namenjene kmetijstvu. Pridelki so sladkorni trs, kava, čaj, tobak in v zadnjem času soja in biogoriva.
Pašniki: Še pogostejša kot uporaba zemlje za kmetijstvo je spreminjanje gozda v pašnike za govedo.[29] To se običajno izvaja z metodo rezanja in sežiga, kar poveča možnost požara, ki ga povzroči človek.
Lov: Vrste v razdrobljenem gozdu so bolj dovzetne za upad velikosti populacije, ker so na omejenem območju, ki je bolj dostopno lovcem. Največji delež biomase predstavljajo večje živali. Te živali so tudi najbolj koristne za lovce in so močno lovljene v dostopnih fragmentih. Posledica tega je sprememba medsebojnega delovanja vrst, kot sta širjenje semen in tekmovanje za vire.
Sečnja: sečnja odstrani od 10 do 80 % krošnje gozda, zaradi česar je ta habitat bolj dovzeten za naravne elemente, kot sta veter in sončna svetloba. To povzroči povečanje segrevanja in izsuševanja gozdov. Nabirajo se velike količine organskih odpadkov in odpadkov, kar povzroča povečano ranljivost gozdov za požare. Poleg tega gozdne ceste ustvarjajo dostopnost za ljudi; in zato povečuje količino človekovih motenj na zemlji in zmanjšuje količino naravnega gozda.
Požar: Človekova dejavnost, kot je sečnja, povzroča povečanje količine odpadkov vzdolž gozdnih tal, zaradi česar je Atlantski gozd bolj dovzeten za požare. To je tip gozda, ki ni vajen redne požarne aktivnosti, zato požari, ki jih povzroči človek, dramatično prizadenejo gozdno podrast, saj rastline nimajo prilagoditev na požar. Posledično postane gozd še bolj ranljiv za sekundarne požare, ki so veliko bolj uničujoči in ubijejo veliko več vrst, vključno z velikimi drevesi.

#### Rezultati človekove dejavnosti
Razdrobljenost habitata vodi v kaskado sprememb prvotne gozdne krajine. Na primer, obseg človeških motenj, vključno z uničenjem habitata, v Atlantskem gozdu je privedel do krize izumrtja. Endemične vrste v tej regiji so še posebej občutljive na izumrtje zaradi razdrobljenosti zaradi majhnega geografskega območja in redke pojavnosti. V študiji o delcih Atlantskega gozda je bila biomasa na ravni skupnosti zmanjšana na 60 % na parcelah, manjših od 25 hektarjev. Fragmentacija moti ključne ekološke procese, kot so širjenje semen, pretok genov, kolonizacija in drugi procesi. Glede na to, da bodo izumrli številni ključni raznašalci semen vretenčarjev, se predvideva, da bodo številne regionalne sadne drevesne vrste v Atlantskem gozdu izumrle zaradi neuspešnega pridobivanja sadik in ponovne naselitve. Glede na to, da so vse te vrste že ogrožene, se predvideva, da bo ob vztrajnosti sedanjih stopenj krčenja gozdov v Atlantskem gozdu nenehno izumiranje vrst.

### Konservatorstvo nevladnih organizacij
Zaradi velike raznolikosti endemičnih rastlin in živali v Atlantskem gozdu ter zaradi razdrobljenosti teh vrst si številne skupine in organizacije prizadevajo obnoviti ta edinstveni ekosistem. Nevladne organizacije (NVO) so veliki dobrotniki v Braziliji, saj zaradi brazilskega okoljskega gibanja zagotavljajo sredstva in strokovno pomoč Atlantskemu gozdu. Ena organizacija, imenovana BirdLife International, uporablja svoje raziskave za ohranjanje biotske raznovrstnosti ptic na tem območju in poučevanje ljudi o trajnostni rabi naravnih virov.
Nekatere organizacije prejemajo nepovratna sredstva iz sklada za partnerstvo kritičnih ekosistemov, če spoštujejo njegova pravila. Sem spadajo Program varstva vrst, Program podpore zasebnim rezervatom naravne dediščine in Program institucionalne krepitve.
Druga strategija, ki se izvaja za ohranjanje biotske raznovrstnosti v Atlantskem gozdu, je ustvarjanje koridorjev za divje živali. Svetovna banka donira 44 milijonov dolarjev za vzpostavitev koridorja, ki bo znan kot osrednji koridor biotske raznovrstnosti, v Atlantskem gozdu in enega v Amazoniji. Brazilska razvojna banka je z nepovratnimi posojili financirala 16 do 18 projektov obnove ekosistemov v skupni velikosti 3500 hektarjev in v vrednosti približno 22 milijonov dolarjev v okviru tako imenovane Iniciative BNDES Mata Atlântica. Da bi ohranila raznolikost, je država Sao Paulo ustanovila državni park Restinga de Bertioga, 9,3 tisoč hektarov velik park, ki služi tudi kot koridor za divje živali, ki povezuje obalne regije z gorovjem Serra do Mar. Nekatere organizacije, kot je Nature Conservancy, nameravajo obnoviti dele gozda, ki so bili izgubljeni, in zgraditi koridorje, ki so združljivi z načinom življenja domorodcev. Amazonski inštitut je dejaven pri prizadevanjih za pogozdovanje v severovzhodni zvezni državi Pernambuco v Braziliji. V letu 2007 sta Joao Milanez in Joanne Stanulonis zasadila 5500 novih dreves v gorah, začenši z Gravato, in s tem dodala dragocenemu majhnemu starodavnemu gozdu, ki je ostal.
Pakt za obnovo Atlantskih gozdov je združil več kot 100 podjetij, nevladnih in vladnih organizacij okoli cilja, da bi do leta 2050 obnovili 15 milijonov hektarjev prvotnega ekosistema.
Pontifícia Universidade Católica do Rio Grande do Sul hrani zasebni rezervat vlažne gozdne ekoregije Araucarije s približno 3100 ha, imenovan Pró-Mata, blizu mesta São Francisco de Paula v zvezni državi Rio Grande do Sul. Ta rezervat se uporablja za raziskave in ohranjanje biotske raznovrstnosti.

## Ekoregije
Kopenske ekoregije znotraj bioma Atlantskega gozda so:
Listavci tropskih in subtropskih vlažnih gozdov
- Atlantski gozdovi Alto Paraná
- vlažni gozdovi Araucarije
- Atlantska obala restinga
- Obalni gozdovi Bahie
- Notranji gozdovi Bahie
- Enklave Caatinga vlažni gozdovi
- Obalni gozdovi Pernambuka
- Notranji gozdovi Pernambuka
- Obalni gozdovi Serra do Mar

Listavci tropskih in subtropskih suhih gozdov 
- Atlantski suhi gozdovi

Tropska in subtropska travišča, savana in makija 
- Campos rupestres

Mangrovi gozdovi
- mangrove Bahia
- mangrove Ilha Grande
- mangrove Rio Piranhas
- mangrove São Francisco